# アイルオブパームズ (サウスカロライナ州)
アイルオブパームズ（英: Isle of Palms）は、アメリカ合衆国サウスカロライナ州南東部のチャールストン郡に位置する都市である。大西洋岸のバリアー島の上にある。2010年国勢調査での人口は4,133 人だった。アイルオブパームズはチャールストン・ノースチャールストン・サマービル大都市圏と、チャールストン・ノースチャールストン都心化地域に属している。市域は細い帯状地になっており、海際は海浜が伸び、本土とは沿岸内水路によって隔てられている。休暇を過ごす家の所有者と年間を通じた住民の裕福な都市であり、海浜には大型家屋、リゾートハウス、土地のレストランが並ぶ。夏にはビーチバレーの人気があり、「ウィンドジャマー」クラブが一年中何度もトーナメントを開催している。

## 歴史

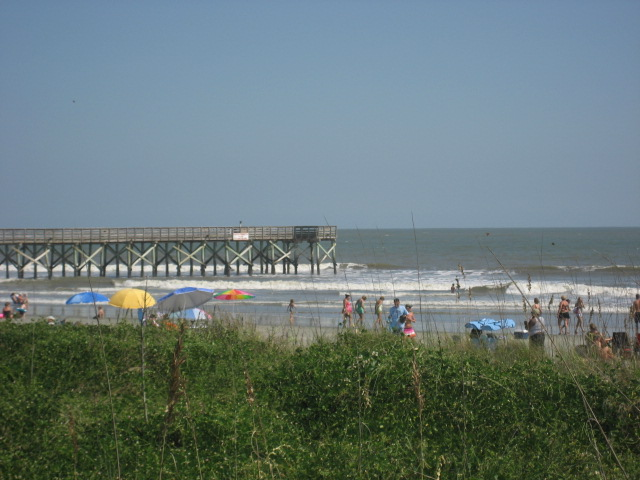
アイルオブパームズの海浜

アイルオブパームズのある島の元々の住人はシーウィー族インディアンだった。
南北戦争の間の1864年2月、潜水艇のH・L・ハンリーが、アイルオブパームズとサリバン島との間にあるブリーチ入り江から出港した。
19世紀後半、地元住民がこの島を休暇を利用する場所として利用し始めた。当時は渡し船が島に渡る唯一の手段だった。1899年、J・S・ローレンスが島を購入し、この島に現在の名前を与えた。それより以前は「ハンティング島」あるいは「ロング島」と呼ばれていた。1906年には、島に50室のホテルが建設された。1912年、ジェイムズ・ソティルが海浜のパビリオンとアミューズメントパークを作らせ、本土のマウントプレザントからサリバン島を経由してアイルオブパームズまでトロリー線を建設させた。1929年チャールストンとマウントプレザントの間にグレース記念橋が建設され、島まで自動車による交通が可能になった。
J・C・ロングが島の大半の土地を購入し、第二次世界大戦の退役兵のために低価格の住宅を建てたときに、大規模な住宅開発が始まった。1975年、シーパインズ・カンパニー（ヒルトンヘッドアイランドの開発で著名）が900エーカー (3.60 km2) の開発地を造った。これが現在ではワイルド・デューンズ・ビーチ・アンド・ラケット・クラブと呼ばれている、
1960年代、海洋考古学のパイオニアであり、難破船や海中に沈んだ宝物に関する著書や記事を量産した作家であるE・リー・スペンスが、アイルオブパームズの住人ウォリー・シャファーとジョージ・キャンプセンの助けを得て、アイルオブパームズの沿岸で多くの難破船を発見した。その発見物の中には、南北戦争のときの封鎖突破船であるラトルスネーク、ストーンウォール・ジャクソン、メアリー・ボウワーズ、コンスタンス、ノースマン、ジョージアナがあった。船腹を鉄で装甲した蒸気船ジョージアナはその処女航海の時に沈んでおり、当時の文書に拠ると14門の大砲を装備し、有名な南軍のクルーザーであるアラバマよりも強力だった。これら歴史上の難破船の発見により、難破船の考古学引き上げを認めるサウスカロライナ州の水中遺物法が成立することになった。
1989年9月21日、サウスカロライナ州を襲ったハリケーン・ヒューゴにより、島は高潮で洪水になった。
アイルオブパームズの北東端にはワイルド・デューンズの私有コミュニティがあり、島のその部分にある砂州の砂が大型集合住宅の基礎周りから洗い流され、深刻な浸食の危機にある。市は2008年春から夏に海浜快復工事を行ったが、これが議論を呼んだ。この工事は浚渫した砂で海浜を埋め、危険になった建造物を救っていた。

## 地理
アイルオブパームズは大西洋岸にあり、チャールストン中心街の東、道路では15マイル (24 km) にある。アメリカ合衆国国勢調査局に拠れば、市域全面積は5.4平方マイル (14.1 km2)であり、このうち陸地4.4平方マイル (11.5 km2)、水域は1.0平方マイル (2.6 km2)で水域率は18.40%である。
市内にはワイルド・デューンズ・リゾートがある。

### 空港
アイルオブパームズからはチャールストン国際空港（空港コードCHS）を利用している。ノースチャールストンの市内にあり、アイルオブパームズの北西約12マイル (20 km) にある。サウスカロライナ州の空港でも最も利用客の多い空港である。隣接するチャールストン空軍基地と滑走路を共有している。チャールストン・エグゼキュティブ空港はチャールストン市のジョン島にある小さな空港であり、一般用途に使われている。双方の空港ともチャールストン郡航空局が所有し、運営している。

## 人口動態

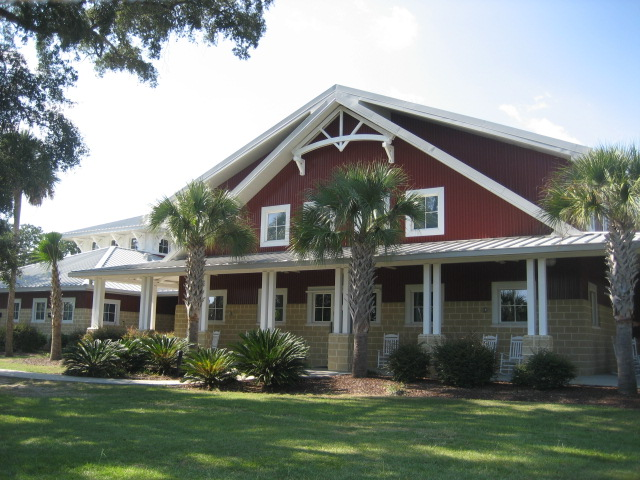
アイルオブパームズのレクリエーション部

以下は2010年の国勢調査による人口統計データである。
| 基礎データ - 人口: 4,133 人 - 世帯数: 1,828 世帯 - 人口密度: 287.1人/km2（743.6 人/mi2） - 住居数: 4,274 軒 - 住居密度: 296.8軒/km2（868.7 軒/mi2） 人種別人口構成 - 白人: 97.65% - アフリカン・アメリカン: 0.56% - ネイティブ・アメリカン: 0.15% - アジア人: 0.75% - 太平洋諸島系: 0.01% - その他の人種: 0.17% - 混血: 0.73% - ヒスパニック・ラテン系: 1.06% | 年齢別人口構成 - 18歳未満: 17.0% - 18-24歳: 3.2% - 25-44歳: 23.8% - 45-64歳: 31.8% - 65歳以上: 22.6% - 年齢の中央値: 47歳 - 性比（女性100人あたり男性の人口） - 総人口: 98 世帯と家族（対世帯数） - 18歳未満の子供がいる: 20.1% - 結婚・同居している夫婦: 62.4% - 未婚・離婚・死別女性が世帯主: 6.4% - 非家族世帯: 28.8% - 単身世帯: 20.9% - 65歳以上の老人1人暮らし: 7.5% - 平均構成人数 - 世帯: 2.26人 - 家族: 2.66人 | 収入と家計 - 収入の中央値 - 世帯: 76,170米ドル - 家族: 88,874米ドル - 性別 - 男性: 60,640米ドル - 女性: 37,500米ドル - 人口1人あたり収入: 44,221米ドル - 貧困線以下 - 対人口: 3.4% - 対家族数: 1.7% - 18歳未満: 4.3% - 65歳以上: 1.0% |

## 市政府
アイルオブパームズ市は市長・市政委員会方式の政府を採用している。

### 市長
リチャード・クローニン、2009年1月27日から現職

### 市政委員会
市政委員会は8人の委員で構成され、市全体を選挙区に選出され、任期は4年間、2年毎に半数が改選される。

### 郡立公園
チャールストン郡公園とレクリエーション委員会が、アイルオブパームズ郡立公園を含め郡内の多くのレクリエーション施設を運営している。
マリーナとボート揚陸場
- クーパー川マリーナ
- 郡全体にある多数のボート揚陸場